# مارتن رايت (متزلج جماعي)
مارتن رايت (بالإنجليزية: Martin Wright)‏ هو متزلج جماعي بريطاني، ولد في 23 يونيو 1974.

## وصلات خارجية
- مارتن رايت على موقع أوليمبيديا (الإنجليزية)
- مارتن رايت على موقع اللجنة الأولمبية البريطانية (الإنجليزية)